# Sandon (Italië)
Sandon is een plaats (frazione) in de Italiaanse gemeente Fossò.